# Собиньский, Станислав
Станислав Собиньский  (пол. Stanisław Sobiński; (12 июня 1872, Золочев, Австро-Венгрия — 19 октября 1926, Львов, Польская республика) — польский педагог, просветитель, общественный деятель, начальник Львовского школьного округа в 1921—1926 годах. Был известен как активный сторонник полонизации украинского населения Польши. Убит украинскими националистами.
В 1909—1917 годах был директором реального училища в Тарнобжеге, затем получил должность в Министерстве по делам религий и народного образования в Варшаве. 24 января 1921 года был назначен на должность начальника Львовского школьного округа, которую занимал до своей смерти. В его компетенции находились школы в Львовском, Станиславовском и Тернопольском воеводствах. На должности начальника им были введены в его школьном округе положения так называемого Закона Грабского, массово превращавшего украинскоязычные школы в двуязычной («украинизация)». В результате из 2151 украинскоязычных государственных школ, существовавших в 1924 году, у 1930 году осталось 684, из 2568 польских — 2186, двуязычных школ было создано 1793, в подавляющем большинстве своём это были преобразованные украинскоязычные школы. Политика украинизации проводилась преимущественно в 1924—1926 годах. Собиньский не только давал приказы об украинизации школ, но и рекомендовал введение польского языка в оборот в украинских школах (государственных и частных). 29 октября 1923 года, будучи начальником округа, запретил использование в отношении определения школ термин «украинские» и приказал использовать слова «русинские» или «руськие». 21 сентября 1924 года запретил использование украинского языка в качестве официального в государственных и частных средних школах и профессионально-технических училищах. Его политика вызвала среди украинцев крайне враждебное отношение.
Был застрелен убийцами из Украинской войсковой организации (УВО) Богданом Пыдгайным и Романом Шухевичем на Королевской улице во Львове в присутствии своей жены. Согласно Рышарду Торжецкому, организатором этого преступления был краевой комендант УВО Юлиан Головинский.
Собиньский был похоронен на Лычаковском кладбище во Львове после торжественных похорон, на которых польское правительство представлял министром внутренних дел Фелициан Славой-Складовский.
21 января — 13 марта 1928 года во Львове состоялся процесс над 17 членами УВО, обвиняемыми в убийстве Станислава Собиньского, государственной измене и шпионаже. В убийстве обвинили Василя Атаманчука и Ивана Вербицкого, которые были приговорены к смерти. 19 октября 1928 года Верховный суд отменил решение об обвинении в убийстве и вернул дело обратно в суд присяжных во Львове. По итогам повторного судебного разбирательства по делу об убийстве Станислава Собиньского, которое состоялось 28 января — 15 февраля 1929 года, Вербицкий был приговорён к смерти, Атаманчук — к 10 годам каторжных работ. 27 июля 1929 года Верховный суд утвердил приговор Василю Атаманчуку в виде 10 лет лишения свободы, Ивану Вербицкому смертную казнь заменили на 15 лет каторжных работ. Решение суда было ошибкой, поскольку осуждённые не имели никакой связи с преступлением, имена настоящих убийц были выявлены спустя много лет.